# Museu de la Revolució (l'Havana)
El Museu de la Revolució, ubicat a l'Havana, reuneix material i col·leccions relatius a la revolució cubana. Creat el 12 de desembre de 1959 per decret del Ministeri de les Forces Armades Revolucionàries, signat pel llavors ministre de les FAR i el llavors president de Cuba, Raúl Castro.

## Dades generals
La base de la col·lecció inicial del museu va ser el material reunit per Celia Sánchez Manduley, combatent del Moviment 26 de Juliol a Sierra Maestra.
La quantia i el valor de les seves col·leccions, així com la constant tasca cultural, històrica i política que realitza, fan d'aquest museu d'història el més important del país.

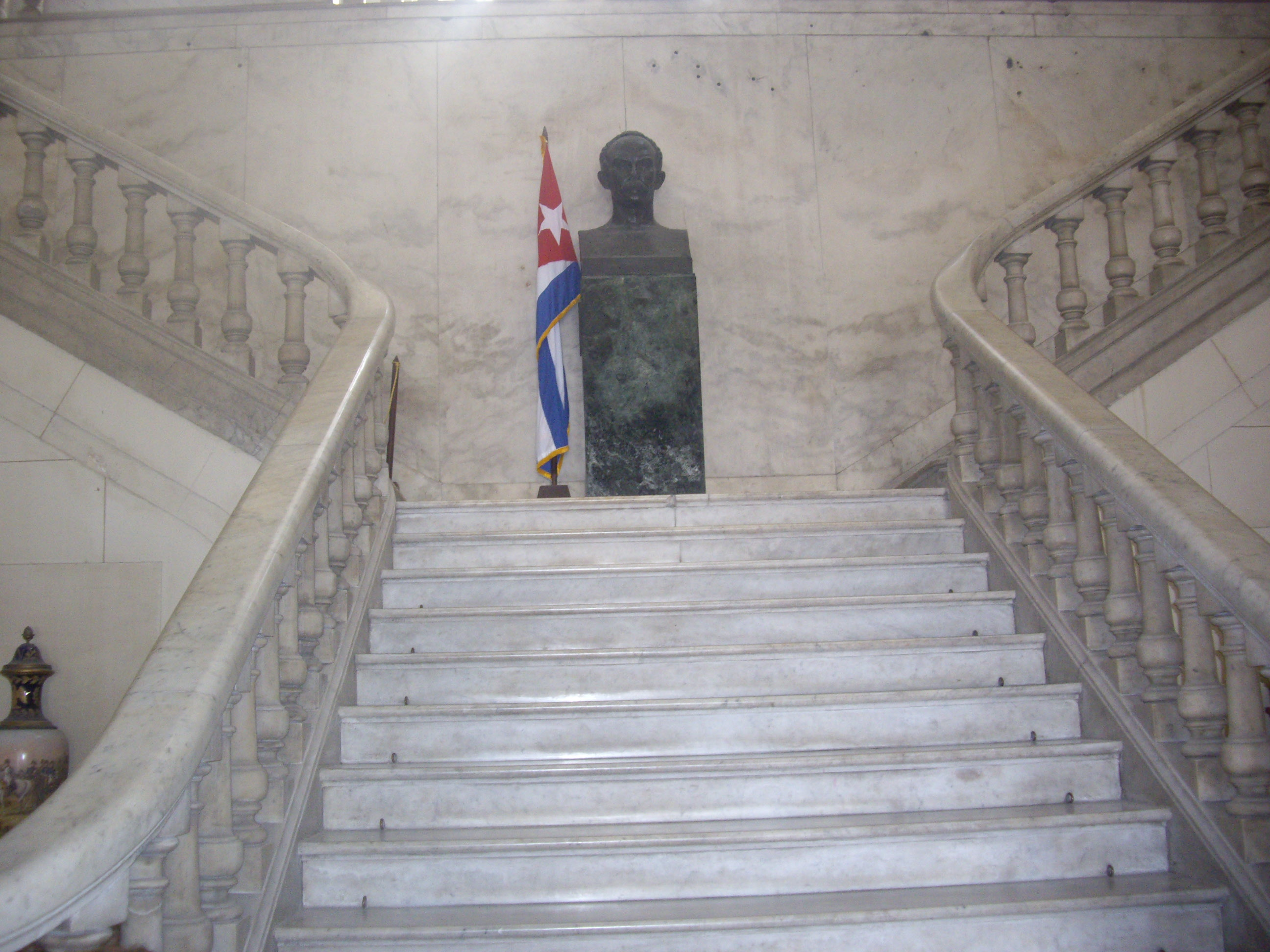
Escala interior del museu

El bust de José Martí, la bandera de l'Estrella Solitària i impactes de bales dels successos del 13 de març de 1957, donen la benvinguda a aquest centre, que atresora part de la memòria cubana.
Les seves més de 30 sales d'exposició guarden al voltant de 9.000 peces de diferents etapes de la lluita independentista. Les sales expositives abasten cada etapa de la història cubana. Al museu estan ambientades les accions del 13 de març en els seus escenaris del Palau.
A més de les exposicions permanents, aquest centre divulga la història de Cuba a les escoles properes. Els seus especialistes imparteixen congressos i conferències a les noves generacions, i els caps de setmana tenen projectes sistemàtics de divulgació cultural.
El Castillo de la Punta i la base del Monument a José Martí a la Plaça de la Revolució van ser els primers llocs on es va ubicar aquest museu, fins que el 4 de gener de 1974 es va inaugurar una exposició a la seva actual seu, l'antic Palau Presidencial.
Considerat el centre de la corrupció política administrativa de la República neocolonial, el Palau Presidencial, es va començar a construir el 4 de febrer de 1913 i es va inaugurar el 31 de gener de 1920. El 1976 es construeix el Memorial Granma com dependència annexa.
El 2008 va rebre la visita de més de 300.000 persones, entre cubans i estrangers.

## Història
El 1909 el general Ernesto Aubert, llavors governador de l'Havana, va decidir construir una nova seu que acollís el Govern Provincial. El projecte va ser realitzat pels arquitectes Rodolfo Maruri (cubà) i Paul Belau (belga), mentre que la fase constructiva va ser assumida per la General Contracting Company.
La decoració interior va estar sota la responsabilitat de Tiffany Studios. L'edifici, projectat a partir dels cànons de l'eclecticisme, va consumir, per finalitzar-lo, un pressupost que va depassar el milió i mig de pesos. Els seus pisos i escales es van revestir amb marbre de Carrara.
La cúpula que corona l'edificació, recoberta en el seu exterior amb peces de ceràmica vidriada i que no estava inclosa en el projecte inicial, va ser, en el seu moment, de les més altes de la ciutat. El palau va ser decorat amb pintures i escultures d'artistes cubans com Armando García Menocal, Antonio Rodríguez Morey, Leopoldo Romañach, Esteban Valderrama, Juan Emilio Hernández Giró, Teodoro Ramos, Fernando Boada, Jilma Madera i Esteban Betancourt.
El 1917 la història de l'immoble va tenir un gir transcendent que va marcar el seu destí posterior. A finals d'aquest any, va visitar les obres la Primera Dama de la República, Mariana Seva, qui va quedar captivada per la magnificència de l'edificació i per la seva ubicació privilegiada. Mario García Menocal, el seu marit i president del país, va recórrer a les argúcies legals necessàries i desposseir el Govern Provincial de la propietat del palau.
A inicis de 1918 tot va estar arreglat perquè l'edifici es convertís en Palau Presidencial de la República de Cuba. El 31 de gener de 1920 es va inaugurar oficialment la mansió executiva, encara que l'obra, en tots els seus detalls, no va ser conclosa fins al dia 12 de març de 1920.
La planta baixa va servir per allotjar les dependències que asseguraven les funcions principals, central telefònica, oficines auxiliars, planta elèctrica i fins i tot la cavallerissa, perquè en el moment de la inauguració no estava tan estès l'ús de l'automòbil en Cuba.
La primera planta va acollir els llocs més importants del Palau: despatx presidencial, Saló dels Miralls, capella, Saló Daurat i el local on va radicar el Consell de Ministres.
En el segon pis es va instal·lar la residència presidencial i en l'última de les seves quatre plantes es va ubicar la guarnició responsabilitzada de la custòdia de la mansió.
Després del triomf de la Revolució Cubana, l'1 de gener de 1959, i fins a 1965, va radicar aquí la Presidència i el Consell de Ministres. El 4 de gener de 1974, l'antic Palau Presidencial es va convertir en seu permanent del Museu de la Revolució. Va ser declarat Monument Nacional amb Resolució No 01 el 13 de març del 2010.

## Col·leccions

### Planta baixa
A la planta baixa de l'edifici es dedica una sala a la Cuba contemporània, el seu contingut abasta des de 1990 fins a l'actualitat. També hi ha un espai monogràfic dels fets més importants ocorreguts durant els 45 anys en què l'immoble va actuar com Palau Presidencial i la història de la seva transformació en museu.
Caracteritza la gestió dels presidents del país entre els anys 1920 i 1965 i tracta les accions del 13 de març de 1957, quan un grup de joves, pertanyents al Directori Revolucionari, assalta el Palau Presidencial amb l'objectiu d'ajusticiar el dictador Fulgencio Batista.

### Primer pis
Dedicat a la història de la Revolució, abasta el període de 1959 a 1989, però sobretot l'etapa dels primers anys després del triomf, quan es duen a terme les principals transformacions socioeconòmiques del país i el poble cubà enfronta l'escalada agressiva dels Estats Units que va tenir com a moment transcendent la invasió de Playa Girón, el 17 abril de 1961 i la Crisi dels míssils de Cuba el 1962.
Altres fets importants, com la fundació del primer Comitè Central del Partit Comunista, el 2 d'octubre de 1965, l'adopció de la Constitució de 1976, la col·laboració internacionalista a tot el món i les relacions internacionals, es desenvolupen en aquest espai.
En aquesta àrea de l'edifici es troben a més el Saló dels Miralls i el Saló Daurat de l'edifici, la capella, el despatx presidencial i el saló del consell de ministres.
El saló dels miralls es va concebre a imitació d'un saló homònim del Palau de Versalles. Hi prenien els seus càrrecs els nous presidents de la República, presentaven les seves cartes credencials els ambaixadors acreditats al país i es complimentava als dignataris i personalitats que visitaven Cuba. El saló daurat era el menjador oficial o de gala del palau.

### Segon pis
Quatre sales abasten l'etapa de la Colònia, des 1492, data d'arribada dels espanyols a l'Illa, fins a 1898, any en què es produeix els final de les guerres d'independència contra Espanya i la intervenció dels Estats Units a Cuba. Mostren aquestes sales les característiques dels aborígens, l'esdevenir de la societat colonial, la implantació de l'esclavitud, les guerres per la independència de 1868 i 1895. Dins de les peces que s'atresoren al museu es troba un rellotge que va pertànyer a Carlos Manuel de Céspedes.
La col·lecció corresponent a la República neocolonial s'inicia amb la instauració del govern interventor nord-americà a partir de l'1 de gener de 1899 i de la República el 20 de maig de 1902 i continua amb l'exposició dels successius governs, processos revolucionaris frustrats, com el que va tenir lloc a la dècada dels 30, i figures principals com Antonio Guiteras i Font, Julio Antonio Mella, Rubén Martínez Villena i Pablo de la Torriente Brau.
L'última etapa representada, la Guerra d'Alliberament Nacional, reflecteix els successos del 26 de juliol de 1953, data en què es produeix l'assalt a la caserna Moncada, acció armada que tenia com a fi l'enderrocament de la dictadura de Fulgencio Batista i que va obrir el camí de la lluita que tres anys després es va reiniciar amb l'arribada del iot Granma el 2 de desembre de 1956, la formació i consolidació de l'Exèrcit Rebel, i les accions combatives que s'estendrien pel pla i la Sierra Maestra.
Els objectes aquí exposats estan vinculats fonamentalment a la lluita guerrillera a Sierra Maestra. L'últim d'aquests espais és la Sala Memorial dedicada als comandants Ernesto Che Guevara i Camilo Cienfuegos, on està ubicat el conjunt escultòric dedicat a tots dos i que constitueix un dels símbols distintius de la institució.

### Àrees exteriors

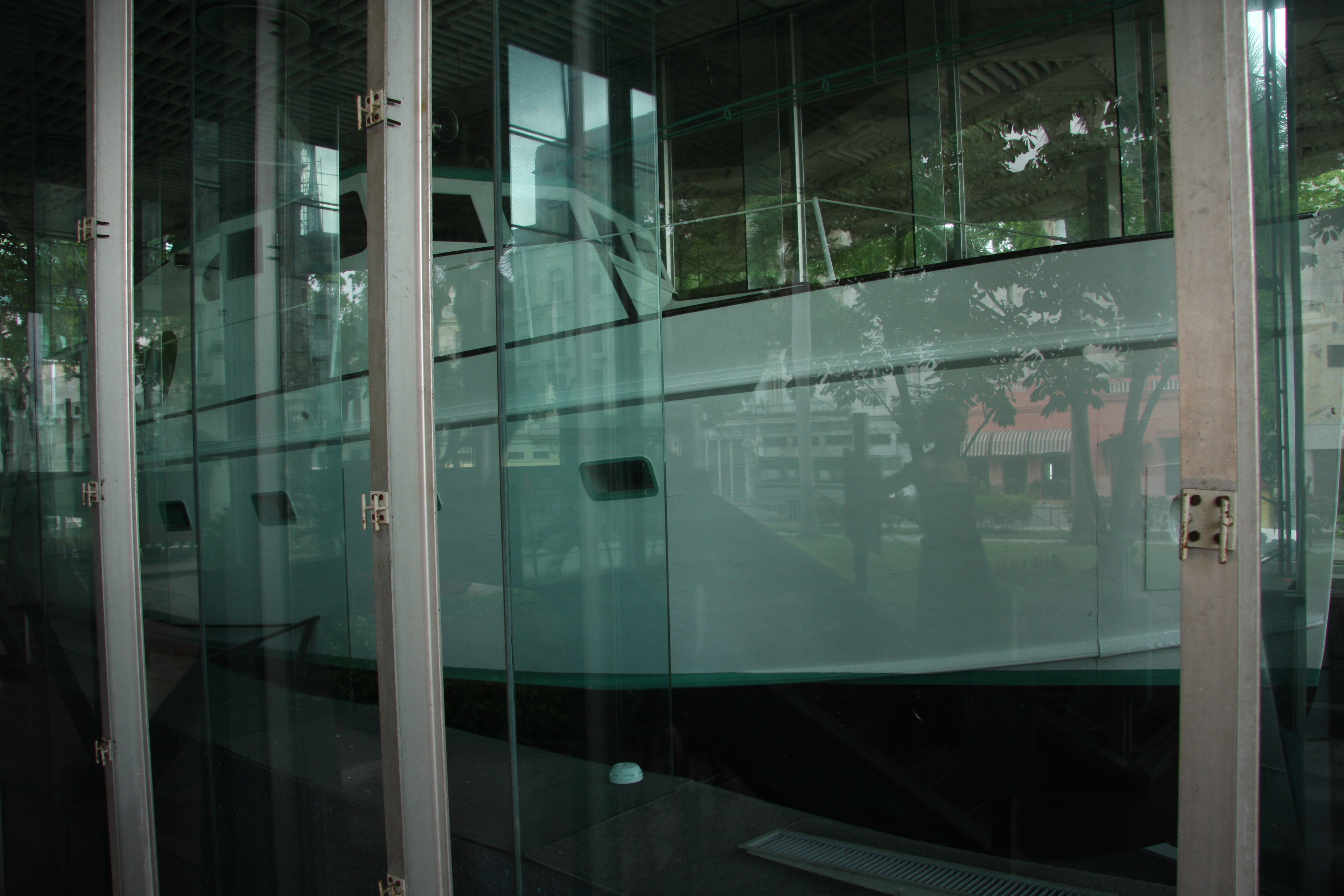
Iot Granma

L'entrada principal del Museu està flanquejada per dos elements emblemàtics: les restes de la garita de l'Àngel, part de la muralla que envoltava l'Havana en l'època colonial, i el canó autopropulsat SAU-100 utilitzat per Fidel Castro durant els combats de Badia de Cochinos.
Fora de l'edifici es troba el Memorial Granma, on estan situats un grup valuós de peces històriques vinculades a la guerra d'alliberament nacional i a les batalles posteriors del poble cubà en defensa de la seva sobirania. Entre elles, la més significativa, el iot Granma, en el qual varen viatjar a Cuba, des del port mexicà de Tuxpan, els 82 expedicionaris cubans que donarien, una vegada més, inici a la lluita per la definitiva independència nacional.